# یوزف مولتسر
یوزف مولتسر (آلمانی: Josef Molzer; ۲۸ فوریهٔ ۱۹۰۶ – سپتامبر ۱۹۸۷) بازیکن و مربی فوتبال اهل اتریش بود.
از باشگاه‌هایی که در آن بازی کرده است می‌توان به باشگاه فوتبال آدمیرا واکر مودلینگ، باشگاه فوتبال آستریا وین، باشگاه فوتبال فرست ویینا، و باشگاه فوتبال راپید وین اشاره کرد.
وی همچنین در تیم ملی فوتبال اتریش بازی کرده است.